# Сремчевич, Урош
У́рош Сре́мчевич (серб. Uroš Sremčević; родился 24 апреля 2006, Крагуевац) — сербский футболист, нападающий клуба «Црвена звезда».

## Клубная карьера
Уроженец Крагуеваца, Сремчевич начал футбольную карьеру в академии местного клуба «Раднички». В августе 2021 года присоединился к футбольной академии клуба «Младост (Лучани)». 20 мая 2022 года дебютировал в основном составе «Младости» в матче сербской Суперлиги против «Спартака» из Суботицы.
В феврале 2024 года перешёл в «Црвену звезду», подписав трёхлетний контракт.

## Карьера в сборной
Выступал за сборные Сербии до 15, до 16, до 17 и до 19 лет.